# Ezio Costanzo
Ezio Costanzo (Paternò, 31 luglio 1954) è un giornalista e storico italiano contemporaneo.

## Biografia
Laureato in Scienze politiche all'Università di Catania, a partire dalla fine degli anni settanta Costanzo ha collaborato con le maggiori testate giornalistiche locali (La Sicilia, Giornale di Sicilia), per i maggiori settimanali nazionali (Panorama, L'Espresso, Il Venerdì), e nel 1986 ha realizzato il suo primo servizio per la RAI, con Fernando Cancedda, Tg2 Dossier sulle problematiche di una città del sud dal titolo "Per esempio a Paternò".
Collabora con Rai Storia, History Channel e scrive per la pagina culturale de "La Repubblica" di Palermo. La sua formazione giornalistica è maturata nella redazione del "Giornale del Sud" (1980-1982) quotidiano catanese diretto da Giuseppe Fava.
Ha anche realizzato numerosi reportage fotografici in molte parti del mondo, uno dei quali in Romania, nel 1988, un anno prima della caduta del dittatore Ceaușescu documentando lo stato di povertà della popolazione romena in quegli anni.
È stato docente docente di Teoria e Tecnica del linguaggio giornalistico alla facoltà di Scienze della formazione all'Università Kore di Enna e attualmente è docente di Fotografia e Fotoreportage, e di Storia della Fotografia e del Reportage all'Accademia di belle arti di Catania. Si occupa di storia contemporanea, in modo particolare della seconda guerra mondiale in Sicilia, ma anche di informazione e mass media. Ha ideato e curato l'evento internazionale "Phil Stern. Sicily 1943" che nel 2013 ha riportato in Sicilia il novantatreenne fotografo statunitense Phil Stern, organizzando la mostra di fotografie inedite sullo sbarco in Sicilia. Phil Stern nel 1943 era arruolato nei Darby's Rangers e sbarcò in Sicilia con l'esercito americano nell'area di Licata. Ezio Costanzo ha anche scritto e diretto il documentario "Phil Stern. Sicilia 1943, la guerra e l'anima" sulla vita del grande artista statunitense, divenuto famoso, oltre che per i suoi reportage di guerra, per l'attività nel mondo del cinema di Hollywood. Il documentario ha vinto il primo premio, sezione documentari, al Sicily Est Festival Cinema, edizione 2015. Ha anche scritto e diretto il film-documentario Moral Bombing. L'arma del dolore vincitore di numeri premi nazionali e internazionali.
Costanzo è autore di diversi libri, quasi tutti inerenti all'ultima guerra, non solo in Sicilia, e particolare rilevanza internazionale ha avuto Mafia & alleati del 2006, vincitore del Premio Rocco Chinnici 2007. Il testo si è diffuso fino agli Stati Uniti sempre l'anno successivo con il titolo The Mafia and the Allies: Sicily 1943 and the Return of the Mafia edito da Enigma Books. Ha pubblicato anche un saggio sulla storia del reportage, L'istante e la storia, adottato nelle accademie di fotografia.

## Opere
- L'agricoltura di carta. Intervista a Nino Gulisano, Catania, Stampa Sud editrice, 1985.
- Immagine. Paternò al grandangolo, testo di Francesco Gallo, Milano, Mazzotta, 1987. ISBN 88-202-0746-X.
- DC-regime e crisi di potere. Il declino dell'egemonia democristiana a Paternò negli anni Ottanta, Catania, Musumeci, 1990.
- Le città attorno al vulcano. Guida ai comuni del Parco dell'Etna, con Tiziana Guerrera, Paternò, Broker services, 1996.
- Anni di gloria. Immagini del calcio a Paternò, 1938-1969, a cura di, testi di Carmelo Gennaro e Giovanni Palumbo, Catania, Le Nove Muse, 1997.
- L'estate del '43. I giorni di guerra a Paternò. Fotografie, documenti e testimonianze, prefazione di Rosario Mangiameli, Catania, Le Nove Muse, 2001. ISBN 88-87820-12-0.
- Nuove tecnologie e nuove professioni della comunicazione. Dall'ufficio stampa negli enti locali al giornale telematico, Catania, Le Nove Muse, 2001. ISBN 88-87820-14-7.
- Storie di governo e malgoverno. L'azione amministrativa a Paternò negli ultimi trent'anni del XX secolo, con Clelia Coppone, Agata Finocchiaro e Elvira Fusto, Catania, Le Nove Muse, 2002. ISBN 88-87820-16-3.
- Bronte. L'azione amministrativa nell'ultimo decennio del XX secolo, a cura di, Catania, Le Nove Muse, 2002. ISBN 88-87820-17-1.
- Sicilia 1943. Breve storia dello sbarco alleato, Catania, Le Nove Muse, 2003. ISBN 88-87820-21-X; 2007. ISBN 978-88-87820-39-3; ed. per ipovedenti Corpo 20, 2008. ISBN 978-88-87820-42-3.
- I bambini e la guerra. Immagini e riflessioni sul secondo conflitto mondiale e sulle guerre di oggi, con Aldo Forbice, Catania-Roma, Le Nove Muse-Rai Eri, 2005. ISBN 88-87820-28-7.
- Mafia & alleati. Servizi segreti americani e sbarco in Sicilia. Da Lucky Luciano ai sindaci "uomini d'onore", Catania, Le Nove Muse, 2006. ISBN 88-87820-32-5.
- (EN)  The Mafia and the Allies: Sicily 1943 and the Return of the Mafia, New York, Enigma, 2007. ISBN 1929631685.
- La guerra in Sicilia 1943. Storia fotografica, introduzione di Lucio Villari, Catania, Le Nove Muse, 2009. ISBN 978-88-87820-43-0.
- Phil Stern: Sicily 1943, volume e mostra a cura di, Sondrio-Cinisello Balsamo, Fondazione Gruppo Credito Valtellinese-Silvana, 2013.
- Phil Stern. Welcome back to Sicily, testi di e con Ornella Laneri e Saverio Piazza, fotografie di Carmelo Nicosia, Catania, Le Nove Muse, 2015. ISBN 978-88-87820-62-1.
- L'istante e la storia. Reportage e documentazione fotografica. Dalle origini alla Magnum, Le Nove Muse Editrice, 2017, ISBN 978-88-87820-68-3
- Sicily 1943/2023 - Volume edito per l'Ottantesimo anniversario dello sbarco in Sicilia. Con testi di Holger Afflerbach, Francesco Failla, Peppino Ortoleva, Lucio Villari, Antonello Piraneo, Lina Scalisi, Fondazione Oelle Mediterraneo Antico Ets, 2023, ISBN 979-1221-037753

## Filmografia
- Sicilia 1943. Lo sbarco alleato, documentario, 56 min., Le Nove Muse, 2004.
- Phil Stern. Sicilia 1943, la guerra e l'anima, documentario, 49 min., Le Nove Muse, 2013. [primo premio "Sicily Est Festival Cinema" 2015 sezione documentari]
- Moral Bombing. L'arma del dolore. Film documentario, 45 min., prodotto da ANVCG Roma, 2019 [Premio speciale CIR Consiglio italiano per i rifugiati - Miff2019 Militello Independent Film Fest]. Con Riccardo Maria Tarci, Edoardo Carcassi, Matilde Marino, Emanuele Marino.
- Max Corvo - For Freedom. La guerra segreta dell'OSS in Italia 1943-1945, Film documentario, 138 min, ITA/ENG